# مایومی سادا
مایومی سادا (انگلیسی: Mayumi Sada؛ زادهٔ ۲۳ اوت ۱۹۷۷) Model، بازیگر اهل ژاپن است. وی از سال ۲۰۰۳ میلادی تاکنون مشغول فعالیت بوده‌است.